# باتنا
بتنا أو بتنه (بالإنجليزية: Patna)‏ (عظيم آباد) مدينة هندية وهي عاصمة إقليم بيهار الهندي الواقع إلى الغرب من شبه القارة الهندية، تعتبر ثاني أكبر مدينة هندية في شرق الهند من حيث عدد السكان، تعتبر بتنا من أقدم الأماكن الأثرية في العالم وقد كانت تسمى باتاليبوفرا وقد كانت عاصمة لإمبراطورية ماقادا. تقع بتنا على الضفة الجنوبية لنهر الجانغ، ويبلغ طول المدينة 35 كم و 16 كم عرضا. في عام 2009 صنف البنك الدولي بتنا المدينة الثانية في الهند بعد العاصمة نيودلهي من حيث سهولة البدء بالأعمال التجارية. يبلغ عدد سكان منطقة بتنا 5.77 مليون نسمة بواقع 1803 نسمة لكل كيلو متر واحد. تعتبر اللغة الهندية هي اللغة الرسمية مع عدد من اللغات الأخرى.
ولطالما كانت بتنا مركزا علميا حيث يقع فيها أهم مركز للمخطوطات العربية، وهي مكتبة خدا بخش الشرقية العامة التي تضم عشرين ألفاَ ومائة وواحدة من المخطوطات (20101) منها أقل بقليل من تسعة آلاف مخطوطة باللغة العربية، كما أخبرني أمين المكتبة الأستاذ حبيب الرحمن (الذي عمل في المملكة العربية السعودية وسلطنة عمان) وبعضها من نوادر المخطوطات العربية التي ترجع إلى القرن الأول الهجري,. وهذه المكتبة أسسها مولانا محمد بخش الذي استوطن الهند قادماَ من فارس، ثم طور المكتبة ابنه مولانا خدا بخش، ولم يبق من هذه العائلة أحد فآلت ملكيتها إلى الدولة.

## المناخ
يظهر الجدول التالي التغييرات المناخية على مدار السنة لبتنا:
| البيانات المناخية لـباتنا                                                                                          | البيانات المناخية لـباتنا | البيانات المناخية لـباتنا | البيانات المناخية لـباتنا | البيانات المناخية لـباتنا | البيانات المناخية لـباتنا | البيانات المناخية لـباتنا | البيانات المناخية لـباتنا | البيانات المناخية لـباتنا | البيانات المناخية لـباتنا | البيانات المناخية لـباتنا | البيانات المناخية لـباتنا | البيانات المناخية لـباتنا | البيانات المناخية لـباتنا |
| الشهر | يناير                     | فبراير                    | مارس                      | أبريل                     | مايو                      | يونيو                     | يوليو                     | أغسطس                     | سبتمبر                    | أكتوبر                    | نوفمبر                    | ديسمبر                    | المعدل السنوي             |
| --- | ------------------------- | ------------------------- | ------------------------- | ------------------------- | ------------------------- | ------------------------- | ------------------------- | ------------------------- | ------------------------- | ------------------------- | ------------------------- | ------------------------- | ------------------------- |
| الدرجة القصوى °م (°ف)                                                                                              | 30.0 (86.0)               | 35.1 (95.2)               | 41.4 (106.5)              | 44.6 (112.3)              | 45.6 (114.1)              | 46.6 (115.9)              | 41.2 (106.2)              | 39.7 (103.5)              | 37.5 (99.5)               | 37.2 (99.0)               | 34.1 (93.4)               | 30.5 (86.9)               | 46.6 (115.9)              |
| متوسط درجة الحرارة الكبرى °م (°ف)                                                                                  | 22.4 (72.3)               | 26.0 (78.8)               | 32.2 (90.0)               | 37.0 (98.6)               | 37.4 (99.3)               | 36.4 (97.5)               | 33.0 (91.4)               | 32.9 (91.2)               | 32.5 (90.5)               | 31.9 (89.4)               | 29.0 (84.2)               | 24.5 (76.1)               | 31.3 (88.3)               |
| المتوسط اليومي °م (°ف)                                                                                             | 16.2 (61.2)               | 18.9 (66.0)               | 24.4 (75.9)               | 29.8 (85.6)               | 31.8 (89.2)               | 31.7 (89.1)               | 29.5 (85.1)               | 29.3 (84.7)               | 28.8 (83.8)               | 26.7 (80.1)               | 21.9 (71.4)               | 19.7 (67.5)               | 25.3 (77.5)               |
| متوسط درجة الحرارة الصغرى °م (°ف)                                                                                  | 9.3 (48.7)                | 12.1 (53.8)               | 16.7 (62.1)               | 22.1 (71.8)               | 25.1 (77.2)               | 26.7 (80.1)               | 26.3 (79.3)               | 26.3 (79.3)               | 25.5 (77.9)               | 21.5 (70.7)               | 15.1 (59.2)               | 10.5 (50.9)               | 19.8 (67.6)               |
| أدنى درجة حرارة °م (°ف)                                                                                            | 1.1 (34.0)                | 3.4 (38.1)                | 8.2 (46.8)                | 13.3 (55.9)               | 17.7 (63.9)               | 19.3 (66.7)               | 21.1 (70.0)               | 20.5 (68.9)               | 19.0 (66.2)               | 12.0 (53.6)               | 7.7 (45.9)                | 2.2 (36.0)                | 1.1 (34.0)                |
| الهطول مم (إنش) | 15.2 (0.60)               | 11.1 (0.44)               | 11.4 (0.45)               | 9 (0.4)                   | 35.6 (1.40)               | 133.5 (5.26)              | 302.4 (11.91)             | 266.3 (10.48)             | 194.7 (7.67)              | 24.6 (0.97)               | 8.2 (0.32)                | 7.4 (0.29)                | 1٬019٫4 (40.19)           |
| معدل هطول الأمطار مم (إنش)                                                                                         | 12.2 (0.48)               | 14.1 (0.56)               | 09.4 (0.37)               | 10.8 (0.43)               | 38.1 (1.50)               | 142.5 (5.61)              | 381.0 (15.00)             | 281.6 (11.09)             | 229.3 (9.03)              | 78.6 (3.09)               | 8.7 (0.34)                | 7.0 (0.28)                | 1٬213٫3 (47.77)           |
| متوسط الأيام الممطرة                                                                                               | 1.2                       | 1.3                       | 0.7                       | 1.0                       | 2.9                       | 6.9                       | 14.3                      | 12.5                      | 9.5                       | 2.9                       | 0.5                       | 0.6                       | 54.2                      |
| المصدر #1: India Meteorological Department (Period 1901–2000, record high and low up to 2010) (rainfall 1971–2000) |                           |                           |                           |                           |                           |                           |                           |                           |                           |                           |                           |                           |                           |
| المصدر #2: worldweather.org                                                                                        |                           |                           |                           |                           |                           |                           |                           |                           |                           |                           |                           |                           |                           |

## أعلام
- دلير مهندي
- غوردون ميرفي
- تشانكيا
- سوشانت سينغ راجبوت
- غورو جوبيند سينغ
- راجندرا براساد
- عبد الوهاب أشرفي
- كوماري رادها
- أريابهاتا
- أشوكا